# Romhányi Róbert
Romhányi Róbert (Miskolc, 1976. március 20. –) magyar jogász, zenész, karvezető.

## Életpályája
A hegedű volt az első hangszere, ezzel 1986-ban, 10 évesen a megyei hegedűverseny első helyezettjeként tovább jutott a Koncz János hegedűversenyre. Ekkor kezdett el zongorázni, amely hangszer fokozatosan előtérbe került. Szolfézs-zeneelmélet, valamint zeneszerzés szakon érettségizett (mellette fakultációs szakon hegedült), majd jogi egyetemen folytatta tanulmányait.
Kezdetben csak klasszikus zenével foglalkozott, majd mikor 12 évesen megkapta első szintetizátorát, egyre inkább a popzene kezdte érdekelni.
16 évesen játszott először egy diákzenekarban, a Huzatban, majd egy rockegyüttesben, az Árnyalt Áramlatban billentyűzött egy rövid ideig. 18 éves korában Vályi Zsolt rádióssal, a későbbi Kiwi együttes rapperével írt dalokat. Ebben az időszakban szerezte édesanyjával közösen a Holle Anyó c. mesemusicaljét, amelyet a Miskolci Balettintézet 1996 júniusában nagy sikerrel játszott.
Egyetemista korában két barátjával megalakította az Evidance együttest (nem azonos a később alakult, jelenleg is működő zenekarral), amely egy évig működött, pár fellépés és egy demó CD-t erejéig. Ezenkívül szignálokat és reklámokat írt a miskolci Té Rádiónak.
2002-ben a visszatérését fontolgató Flipper Öcsi mögött zongorázott, akinek a Vágtázó angyal c. dala stúdiófelvételén is közreműködött.
Ezután – a jogászi tevékenysége mellett – énekesek, színészek, kórusok zongorakísérőjeként működött, és 2002-től 2011-ig a Miskolci Evangélikus Gyülekezetnél a későbbi nevén IHS (In His Steps) együttes billentyűse lett. Az együttes 2009-ben megjelent CD-jét is ő hangszerelte, illetve saját dala is található rajta.
Ezen kívül billentyűzött 2011-ben a Csiribiri Együttesben is.
12 éven keresztül a Miskolc-Felsővárosi Református Gyülekezet kántora volt, jelenleg a Miskolctapolcai Református Gyülekezet kántora.
Állandó zongorakísérője édesanyjának, Romhányiné Papp Máriának, a Miskolci Nemzeti Színház énektanárának, illetve Abaházi Lívia felvidéki operaénekesnek, aki a 2017. évi X-Faktor döntőse volt, továbbá Fenyvesi Lóránt, Nehéz Károly és Kuttor Diána énekművészeknek. Alapító-, egyben vezetőségi tagja az Éltető Lélek Irodalmi Kör Egyesületnek, billentyűzik az Avasi Jezsuita Templom könnyűzenés együttesében, valamint a Tapolcai Kerek Kórus karvezetője, amely kórus a Miskolcon megrendezett I. Adventi Kórusverseny felnőtt kategóriájának győztese lett 2018 decemberében.